# Osvaldo Ruggieri
Osvaldo Ruggieri (Bari, 8 gennaio 1928 – Roma, 10 ottobre 2020) è stato un attore e doppiatore italiano.

## Biografia
Nato a Bari, dove iniziò gli studi di giurisprudenza presso l'Università di Bari, si trasferì a Roma, per iscriversi all'Accademia nazionale d'arte drammatica. Nel 1955 entrò a far parte del neocostituito gruppo teatrale della Rai diretto da Mario Ferrero che portò in tournée e trasmise in diretta televisiva Il mercante di Venezia di William Shakespeare e Assassinio nella cattedrale di T. S. Eliot.
Iniziò a lavorare in teatro molto giovane, debuttando nella prosa televisiva RAI. Di lì a poco divenne attivo nei radiodrammi.
Nel 1960 debuttò nel cinema, recitando poi in un film anche accanto ad Anna Magnani, con cui aveva già lavorato in teatro e con cui intrattenne una breve relazione.
È deceduto a Roma il 10 ottobre 2020, all'età di 92 anni.

## Filmografia

### Cinema
- Il corazziere, regia di Camillo Mastrocinque (1960)
- Orazi e Curiazi, regia di Ferdinando Baldi (1961)
- I pianeti contro di noi, regia di Romano Ferrara (1962)
- Il tiranno di Siracusa, regia di Curtis Bernhardt (1962)
- Roma come Chicago (Banditi a Roma), regia di Alberto De Martino (1968)
- Dio è con noi, regia di Giuliano Montaldo (1970)
- Correva l'anno di grazia 1870, regia di Alfredo Giannetti (1972)
- Decamerone '300, regia di Renato Savino (1972)
- L'assassino... è al telefono, regia di Alberto De Martino (1972)
- Il baco da seta, regia di Mario Sequi (1974)
- La lupa mannara, regia di Rino Di Silvestro (1976)
- La rivincita di Natale, regia di Pupi Avati (2004)
- Novembre - Le giornate di Trieste, cortometraggio, regia di Alberto Guiducci (2005)
- La cena per farli conoscere, regia di Pupi Avati (2007)
- Una sconfinata giovinezza, regia di Pupi Avati (2010)
- Un ragazzo d'oro, regia di Pupi Avati (2014)

### Televisione
- L'altra madre, regia di Mario Ferrero – film TV (1958)
- Giallo club - Invito al poliziesco – episodio Qualcuno al telefono, regia di Stefano De Stefani (1959)
- Ottocento, regia di Anton Giulio Majano – miniserie TV (1959)
- Un cuore onesto, regia di Giacomo Colli – film TV (1964)
- Le gocce, regia di Edmo Fenoglio – film TV (1964)
- Marianna Sirca, regia di Guglielmo Morandi – film TV (1965)
- Le spie (I Spy) – serie TV, episodio 2x04 (1966)
- Sheridan, squadra omicidi, regia di Leonardo Cortese – miniserie TV (1967)
- Un mestiere come un altro, regia di Paolo Nuzzi – film TV (1968)
- Il giocatore di scacchi, regia di Lyda C. Ripandelli – film TV (1968)
- Il barone dei diamanti, regia di Lyda C. Ripandelli – film TV (1968)
- Per te amore mio, regia di Mario Ferrero – film TV (1971)
- Le tre verità, regia di Silvio Maestranzi – film TV (1971)
- La donna di picche, regia di Leonardo Cortese – miniserie TV (1972)
- Olenka, regia di Alessandro Brissoni – miniserie TV (1973)
- L'assassinio dei fratelli Rosselli, regia di Silvio Maestranzi – miniserie TV (1974)
- Il terzo invitato, regia di Vittorio Barino – miniserie TV (1977)
- Un uomo da impiccare, regia di Vittorio Barino – miniserie TV (1978)
- Delitto in via Teulada, regia di Aldo Lado – film TV (1980)
- Il maresciallo Rocca – serie TV, episodio 2x02, accreditato come Osvaldo Ruggeri (1998)
- Commesse – serie TV, 4 episodi, accreditato come Osvaldo Ruggeri (1999)
- Non lasciamoci più – serie TV, episodio 1x03 (1999)
- Per amore per vendetta, regia di Mario Caiano – miniserie TV (2001)
- La memoria e il perdono, regia di Giorgio Capitani – miniserie TV (2001)
- Papa Giovanni - Ioannes XXIII, regia di Giorgio Capitani – miniserie TV, accreditato come Osvaldo Ruggeri (2002)
- Il commissario – serie TV, episodi 1x02-1x08 (2002)

## Teatro

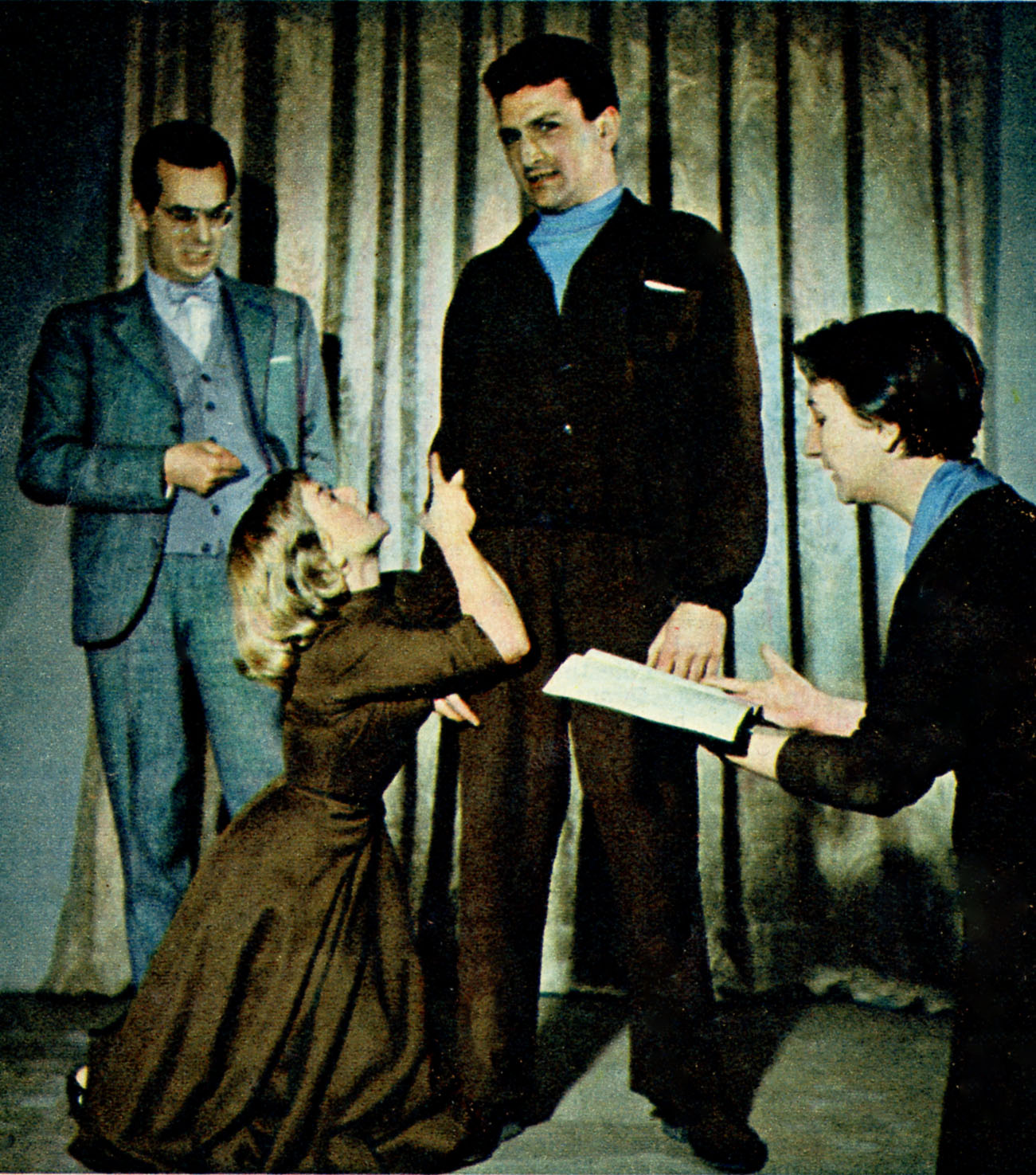
Orazio Costa durante una lezione di recitazione con Gabriella Andreini, Osvaldo Ruggieri e Vilda Ciurlo all'Accademia nazionale d'arte drammatica (1955)

- Assassinio nella cattedrale, di T. S. Eliot, regia di Mario Ferrero, Verona, Chiostro di San Bernardino, 19 agosto 1955.
- Il mercante di Venezia, di William Shakespeare, regia di Mario Ferrero, Teatro Romano di Verona, 22 agosto 1955.
- Alcesti, di Euripide, regia di Guido Salvini, Teatro romano di Ostia antica, 3 luglio 1956.
- Otello di William Shakespeare, regia di Vittorio Gassman e Salvo Randone, Teatro Bonci di Cesena, 25 ottobre 1956.
- I tromboni di Federico Zardi, regia di Luciano Salce, Teatro Mercadante di Napoli, 18 dicembre 1956.
- Ifigenia in Tauride, di Euripide, regia di Orazio Costa e Mario Ferrero, Taormina, 21 luglio 1957.
- La gibigianna, di Carlo Bertolazzi, regia di Enrico Maria Salerno, Piccolo Teatro della città di Genova, 16 novembre 1957.
- Misura per misura di William Shakespeare, regia di Luigi Squarzina, Sala Eleonora Duse di Genova, 22 dicembre 1957.
- Giulietta e Romanoff, di Peter Ustinov, regia di Alessandro Brissoni, Teatro Stabile di Genova, 14 dicembre 1958.
- Il congedo, di Renato Simoni, regia di Alessandro Fersen, Sala Duse di Genova, 3 febbraio 1959.
- Picnic, di William Inge, regia di Mario Ferrero, Teatro Mercadante di Napoli, 11 febbraio 1960.
- Le troadi, di Euripide, Teatro romano di Minturno, 7 agosto 1960
- Uomo e superuomo, di George Bernard Shaw, regia di Luigi Squarzina, Sala Duse di Genova, 16 febbraio 1961.
- Il matrimonio di Figaro di Beaumarchais, regia di Virginio Puecher, Teatro Duse di Genova, 13 gennaio 1962.
- La sua parte di storia, di Luigi Squarzina, regia di Gianfranco De Bosio, Teatro La Fenice di Venezia, 26 settembre 1962.
- L'ufficiale reclutatore, di George Farquhar, regia di Gianfranco De Bosio e Franco Parenti, Teatro Carignano di Torino, 24 novembre 1962.
- La resistibile ascesa di Arturo Ui, di Bertolt Brecht, regia di Gianfranco De Bosio, Teatro Carignano di Torino, 18 dicembre 1962.
- Il tredicesimo albero, di André Gide, regia di Luchino Visconti, Spoleto, 9 luglio 1963.
- Romeo e Giulietta di William Shakespeare, regia di Franco Zeffirelli, Teatro romano di Verona, 4 luglio 1964.
- La lupa di Giovanni Verga, regia di Franco Zeffirelli, Teatro della Pergola di Firenze, 24 maggio 1965.
- Nozze di sangue, di Federico García Lorca, regia di Beppe Menegatti, Teatro romano di Fiesole, 11 luglio 1965.
- Medea di Jean Anouilh, regia di Gian Carlo Menotti, Teatro Municipale di Reggio Emilia, 15 dicembre 1966.
- Venti zecchini d'oro, di Pasquale Festa Campanile e Luigi Magni, regia di Franco Zeffirelli, Teatro Sistina di Roma, 1º dicembre 1968.
- Più grandiose dimore, di Eugene O'Neill, regia di Vittorio Cottafavi, Teatro San Babila di Milano, 21 gennaio 1970.
- Elettra, di Sofocle, regia di Franco Enriquez, Teatro greco di Siracusa, 29 maggio 1970.
- Le bacchidi di Plauto, regia di Daniele D'Anza, Teatro Grande di Pompei, 8 luglio 1970.
- Arden of Feversham, di anonimo elisabettiano, regia di Aldo Trionfo, Teatro Stabile dell'Aquila, 8 novembre 1971.
- Iliade, da Omero, riduzione e regia di Giancarlo Sbragia, Teatro Quirino di Roma, 6 marzo 1973.
- Ettore Fieramosca, di Tonino Conte e Aldo Trionfo, regia di Aldo Trionfo, Teatro Stabile di Torino, 5 luglio 1973.
- Orestea, di Eschilo, regia di Luca Ronconi, Fabbricone di Prato, 16 febbraio 1974.
- Ifigenia in Aulide, di Euripide, regia di Orazio Costa, Teatro greco di Siracusa, 9 giugno 1974.
- L'importanza di essere onesto, di Oscar Wilde, regia di Pier Antonio Barbieri, Teatro Stabile di Padova, 24 ottobre 1974.
- Coriolano, di William Shakespeare, regia di Franco Enriquez, Teatro Argentina di Roma, 8 novembre 1975.
- Caligola, di Alfio Valdarnini, regia di Aldo Trionfo, Teatro Morlacchi di Perugia, 20 novembre 1976.
- La tempesta, di William Shakespeare, regia di Giorgio Strehler, Teatro Lirico di Milano, 28 giugno 1978.
- Come tu mi vuoi, di Luigi Pirandello, regia di Susan Sontag, Teatro Carignano di Torino, 24 ottobre 1979.
- Candelaio, di Giordano Bruno, regia di Aldo Trionfo, Teatro Metastasio di Prato, 9 dicembre 1981.
- Elena di Euripide, regia di Lorenzo Salveti, Borgio Verezzi, 4 agosto 1982.
- Maria Stuarda di Friedrich Schiller, regia di Franco Zeffirelli, Teatro della Pergola di Firenze, 12 febbraio 1983.
- Arsenico e vecchi merletti, di Joseph Kesselring, regia di Filippo Crivelli, Sala Umberto di Roma, 18 dicembre 1984.
- Spettri di Henrik Ibsen, regia di Beppe Navello, Teatro Stabile dell'Aquila, 14 maggio 1985.
- La belva nella giungla, di Marguerite Duras, regia di Angela Bandini, Asti Teatro, 2 luglio 1986.
- Il gioco delle parti, di Luigi Pirandello, regia di Egisto Marcucci, Politeama Genovese, 21 ottobre 1986.
- Orestiade, di Eschilo, regia di Lorenzo Salveti, Teatro Olimpico di Vicenza, 15 settembre 1987.
- La città morta, di Gabriele D'Annunzio, regia di Giuseppe Di Martino, Teatro Ghione di Roma, 20 ottobre 1987.
- La professione della signora Warren, di George Bernard Shaw, regia di Edmo Fenoglio, Teatro Ghione di Roma, 5 gennaio 1988.
- Candida, di George Bernard Shaw, regia di Silverio Blasi, Teatro Ghione di Roma, febbraio 1988. (riallestimento)
- Rissa col diario, di Carlo Terron, regia di Angela Bandini, Todi Festival, 1º settembre 1988.
- L'uomo, la bestia e la virtù, di Luigi Pirandello, regia di Edmo Fenoglio, Teatro Ghione di Roma, 17 novembre 1988.
- La regina e gli insorti, di Ugo Betti, regia di Krzysztof Zanussi e Tadeusz Bradecki, Teatro Quirino di Roma, 7 febbraio 1989.
- La duplice incostanza, di Marivaux, regia di Guido De Monticelli, Borgio Verezzi, 14 luglio 1989.
- Fiamme nell'ombra, di Enrico Annibale Butti, regia di Antonio Venturi, Todi Festival, settembre 1990
- Fedra, di Seneca, regia di Lorenzo Salveti, Teatro Stabile dell'Aquila, febbraio 1991
- La locandiera, di Carlo Goldoni, regia di Ennio Coltorti, Priero, 20 luglio 1991.
- W Campanile, testi di Achille Campanile, regia di Antonio Venturi, Todi Festival, 25 agosto 1992.
- Margherita Gautier - La signora dalle camelie, di Giuseppe Patroni Griffi, regia di Giuseppe Patroni Griffi, Tolentino, 5 novembre 1992.
- Il guanto nero, di August Strindberg, regia di Claudio Puglisi, dicembre 1994
- La calzolaia prodigiosa, di Federico García Lorca, Teatro Ghione di Roma, novembre 1995
- Amicizia e Il cilindro, di Eduardo De Filippo, regia di Luca De Fusco, novembre 1996
- Amleto, di William Shakespeare, regia di Antonio Calenda, Politeama Rossetti di Trieste, 15 dicembre 1998.
- Agamennone, di Eschilo, regia di Antonio Calenda, Teatro Greco di Siracusa, 10 maggio 2001.
- Le Coefore, di Eschilo, regia di Antonio Calenda, Teatro Greco di Siracusa, 11 maggio 2001.
- I Persiani, di Eschilo, regia di Antonio Calenda, Teatro Greco di Siracusa, 16 maggio 2003.
- Le Eumenidi, di Eschilo, regia di Antonio Calenda, Teatro Greco di Siracusa, 17 maggio 2003.
- Re Lear di William Shakespeare, regia di Antonio Calenda, Teatro Romano di Verona, 7 luglio 2004.
- Aquila sapiens sapiens, di Letizia Compatangelo, regia di Manuel Giliberti, Sala Bartoli di Trieste, 3 marzo 2006.
- I due gemelli veneziani, di Carlo Goldoni, regia di Antonio Calenda, Teatro Verdi di Pordenone, 9 novembre 2007.
- Discarica, testo e regia di Silvano Spada, Todi Festival, 11 settembre 2008.
- L'affarista, di Honoré de Balzac, regia di Antonio Calenda, Teatro Cilea di Reggio Calabria, 12 febbraio 2011.

## Prosa televisiva Rai
- Il mercante di Venezia, di William Shakespeare, regia di Mario Ferrero, trasmessa il 29 luglio 1955.
- Assassinio nella cattedrale, di Thomas Stearns Eliot, regia di Mario Ferrero, trasmessa il 19 agosto 1955.
- Alcesti, di Euripide, regia di Guido Salvini e Antonello Falqui, trasmessa il 18 luglio 1956.
- Otello di William Shakespeare, regia di Vittorio Gassman, trasmessa il 15 marzo 1957.
- Il galantuomo per transazione, regia di Alessandro Brissoni, trasmessa il 5 giugno 1959.
- Giovanna di Lorena, regia di Mario Ferrero, trasmessa il 16 ottobre 1959.
- L'incomparabile Crichton, regia di Eros Macchi, trasmessa il 27 novembre 1959.
- M.T. - Milizia Territoriale, regia di Claudio Fino, trasmessa il 15 gennaio 1960.
- Abdicazione, regia di Alberto Gagliardelli, trasmessa il 28 aprile 1961.
- Servi e padroni, regia di Mario Lanfranchi, trasmessa il 19 maggio 1961.
- La storia di re Enrico IV, regia di Sandro Bolchi, trasmessa il 6 e 13 novembre 1961.
- Sotto processo, regia di Anton Giulio Majano, trasmessa il 19 novembre 1962.
- L'incornata, regia di Leonardo Cortese, trasmessa l'8 gennaio 1965.
- Bello di papà, regia di Ernesto Ferrero, trasmessa il 21 ottobre 1965.
- Orestiade - Agamennone, regia di Mario Ferrero, trasmessa il 9 settembre 1966.
- Cavalleri rusticana, regia di Ottavio Spadaro, trasmessa il 25 luglio 1967.
- Mario e Maria, regia di Giuseppe Di Martino, trasmessa il 12 dicembre 1967.
- Liliom, regia di Eros Macchi, trasmessa il 16 gennaio 1968.
- Le case del vedovo di George Bernard Shaw, regia di Edmo Fenoglio, trasmessa il 28 maggio 1968.
- Un capriccio, regia di Giacomo Colli, trasmessa l'11 maggio 1970.
- Dieci minuti di alibi, regia di Mario Ferrero, trasmessa il 20 agosto 1971.
- Uno sguardo dal ponte, regia di Claudio Fino, trasmessa il 19 ottobre 1973.
- Roma, regia di Enrico Colosimo, trasmessa il 12 luglio 1974.
- Le avventure della villeggiatura, regia di Mario Missiroli, trasmessa il 22 e 29 novembre 1974.
- Giuditta di Carlo Terron, regia di Davide Montemurri, trasmessa il 21 ottobre 1978.
- Lulu - Il vaso di Pandora, regia di Mario Missiroli, trasmessa il 29 marzo 1980.

## Prosa radiofonica Rai
- L'angelo di Caino, di Luigi Santucci, regia di Mario Ferrero, trasmessa il 18 aprile 1957.
- I lupi e le pecore, di Aleksandr Ostrovskij, regia di Pietro Masserano Taricco, trasmessa il 13 settembre 1961.
- Romeo e Giulietta, di William Shakespeare, traduzione di Salvatore Quasimodo, regia di Giorgio De Lullo, trasmessa il 1º maggio 1962.
- Uomo e superuomo, di George Bernard Shaw, regia di Luigi Squarzina, trasmessa il 9 novembre 1962.
- Un cielo di cavallette, di Alfredo Balducci, regia di Francesco Dama, trasmessa il 6 aprile 1964.
- Il giro del mondo, di Cesare Giulio Viola, regia di Umberto Benedetto, trasmessa il 12 gennaio 1965.
- Nostos, di Riccardo Bacchelli, regia di Sandro Sequi, trasmessa il 12 aprile 1965.
- Uomini e no, di Raffaele Crovi ed Enrico Vaime, regia di Giorgio Bandini, trasmessa il 23 aprile 1965.
- Mirra, di Vittorio Alfieri, regia di Mario Ferrero, trasmessa il 3 settembre 1965.
- Le nuvole, di Aristofane, regia di Giuseppe Di Martino, trasmessa il 23 ottobre 1969.
- Goya, di María Teresa León ed Elena Clementelli, regia di Ruggero Jacobbi, 15 puntate dal 28 giugno al 16 luglio 1971.
- Oreste, di Ghiannis Ritsos, regia di Giuseppe Di Martino, trasmessa il 29 luglio 1972.
- L'avaro, di Molière, regia di Ottavio Spadaro, trasmessa l'8 dicembre 1973.
- Esuli, di James Joyce, regia di Mario Ferrero, trasmessa il 1º dicembre 1977.
- Aspettando il diluvio universale, di Fabio Carpi, regia di Enrico Colosimo, trasmessa il 19 aprile 1978.
- Albergo di montagna, di Václav Havel, regia di Giancarlo Sammartano, 21 maggio 1981.
- Una nuova vita, di Anna Vinci, regia di Anna Leonardi, trasmessa il 28 gennaio 1993.

## Doppiaggio

### Film
- Sean Connery in La giusta causa
- John Cleese in Frankenstein di Mary Shelley
- Danny Glover in Il colore viola
- Dennis Hopper in Ore contate
- Ned Beatty in Big Easy - Brivido seducente
- Joss Ackland in Misfatto bianco
- Rip Torn in Gli anni dei ricordi
- Bo Svenson in Gunny
- Robert Loggia in Su e giù per i Caraibi
- Michael Ironside in Ricercati: ufficialmente morti
- David Ogden Stiers in Dr. Creator - Specialista in miracoli
- Randy Jurgensen in Cruising
- George Deliganis in Un elefante per amico
- Ray McAnally in Il mio piede sinistro
- George McDaniel in Giochi stellari
- Keith Hefner in Star 80
- Louis Velle in Il grande fuoco
- Craig T. Nelson in Osterman Weekend
- Andy Wood in Gli anni delle tentazioni
- Richard Parks in Creepshow 2
- Victor Hugo Morant in Angelino e il Papa
- Hugh O'Brian in L'ultimo combattimento di Chen

### Serie TV
- Georg Stanford Brown in Radici: le nuove generazioni

### Film d'animazione
- Iris in Le 12 fatiche di Asterix
- Re Guglielmo ne L'incantesimo del lago

## Doppiatori italiani
- Carlo Sabatini in L'assassino... è al telefono